# Робакидзе, Мириан
Мириа́н Робакидзе (груз. მირიან რობაქიძე, 14 марта 1995 года, Грузия) — грузинский футболист, защитник.

## Карьера
Мириан начал свою карьеру в футбольном клубе «Зестафони». Дебют футболиста в основном составе состоялся 29 мая 2012 года в матче суперкубка против «Гагры». Тогда Робакидзе вышел на поле в стартовом составе и отыграл 66 минут, пока не был заменён. Первый свой матч в высшей лиге футболист сыграл лишь 20 октября того же года. Затем выходил на поле 18 мая 2013 года в гостевой игре против тбилисского «Динамо».
В августе 2015 года Робакидзе перешёл в футбольный клуб «Саповнела» из города Тержола, сыграл 13 матчей.
В начале 2016 года вернулся в город Зестафони и играл за местный «Маргвети» во второй лиге. Осенью 2016 года выступал в первой лиге за «ВИТ Джорджию».

## Достижения
- Чемпион Грузии (1): 2011/12
- Обладатель Кубка Грузии (1): 2011/12
- Обладатель Суперкубка Грузии (2): 2012, 2013